# Rinowirusy
Rinowirusy – rodzaj wirusów należący do rodziny pikornawirusów (Picornaviridae). Zawierają łańcuch RNA o dodatniej polarności. Są najpowszechniejszym wirusowym czynnikiem zakaźnym u ludzi, odpowiedzialnym za 30–50% przypadków przeziębień. Zidentyfikowano ponad 100 serotypów rinowirusów. Ich cechą charakterystyczną jest to, że ulegają inaktywacji w pH 3 lub niższym. Nazwa pochodzi z greckiego słowa ῥῑ́ς (rhis), w dopełniaczu ῥῑνός (rhinos), które oznacza 'nos'.

## Chorobotwórczość
Optymalną temperaturą dla rozwoju rinowirusów jest 33–34 °C, czyli temperatura występująca w przewodach nosowych człowieka. Rinowirusy są przyczyną najpowszechniej znanej choroby jaką jest przeziębienie, natomiast rzadko powodują objawy zapalenia dolnych dróg oddechowych, gdyż temperatura tam występująca jest wyższa i wynosi około 37 °C. Około połowa zakażeń rinowirusowych przebiega bezobjawowo.
Rinowirusy mogą także przyczyniać się do zaostrzeń chorób przewlekłych układu oddechowego, w tym astmy, przewlekłej obturacyjnej choroby płuc i mukowiscydozy.
Zakażenia wywołane przez rinowirusy zaburzają czynność błony śluzowej jako bariery i predysponują do nadkażeń bakteryjnych.